# 박수정
박수정은 대한민국의 가수이다.

## 음반
- 2012년 붙잡아라 꽉꽉
- 2016년 임진강 Classic
- 2016년 가수 될래요
- 2016년 잘났어도 못났어도
- 2016년 임진강 Legend

## 수상
- 2008년 KBS 전국 노래자랑 관악구편 최우수상
- 2008년 KBS 전국 노래자랑 연말결선 우수상
- 2016년 제6회 삼천포아가씨가요제 대상